# Inna Kuprejewa
Inna Kuprejewa, von der Autorin gebrauchte Transkription: Inna Kupreeva (russisch Инна Купреева; * 20. Jahrhundert) ist eine russische Philosophiehistorikerin auf dem Gebiet der antiken Philosophie.
Nach ersten Abschlüssen an der Lomonossow-Universität Moskau (den Äquivalenten von B.A. und M.A.) wurde sie an der University of Toronto (Collaborative Specialization in Ancient and Medieval Philosophy) zum Ph.D. promoviert. Nach research fellowships am King’s College London und dem St Hilda’s College, Oxford, und lectureships an der University of Toronto, der York University und der University of Victoria ist sie seit 2005 lecturer und nunmehr senior lecturer an der School of Philosophy, Psychology and Language Sciences der University of Edinburgh.
Kuprejewa arbeitet im Wesentlichen zum kaiserzeitlichen Aristotelismus (besonders zu Johannes Philoponos) und zu Galens Philosophie. 

## Schriften (Auswahl)
- Kaiserzeitlicher Aristotelismus. In: Christoph Horn, Christoph Riedweg, Dietmar Wyrwa (Hrsg.): Philosophie der Kaiserzeit und der Spätantike (= Grundriss der Geschichte der Philosophie. Die Philosophie der Antike. Band 5/1). Schwabe, Basel 2018, ISBN 978-3-7965-3698-4, S. 255–455
- Philoponus: On Aristotle, Meteorology 1.1–3. Übers., Einl., Komm. von Inna Kupreeva. Bloomsbury, London 2014, ISBN 978-1-4725-5821-3
- Philoponus: On Aristotle, Meteorology 1.4–9,12. Übers., Einl., Komm. von Inna Kupreeva. Bloomsbury, London 2014, ISBN 978-1-4725-5820-6
- Philoponus: On Aristotle, On Coming-to-Be and Perishing 2.5–11. Übers., Einl., Komm. von Inna Kupreeva. Duckworth, London 2005, ISBN 0-7156-3304-X